# Northmavine
Northmavine (również Northmaven) – półwysep w północnej części wyspy Mainland w archipelagu Szetlandów. Połączony z resztą wyspy wąskim przesmykiem Mavis Grind, oddzielającym wody Sullom Voe (Morze Północne) od St. Magnus Bay (Ocean Atlantycki).
Główne miejscowości na półwyspie to Hillswick, Ollaberry, North Roe i Sullom. Populacja wynosi około 840 osób.
Na półwyspie znajduje się najwyższe wzniesienie Szetlandów – Ronas Hill (450 m n.p.m.).
W zachodniej części półwyspu znajduje się latarnia morska Esha Ness, wybudowana w 1929 roku.

## Miejscowości
Na półwyspie położone są następujące miejscowości:
- Braewick
- Busta
- Collafirth
- Hillswick
- Housetter
- Isbister
- Islesburgh
- North Roe
- Ollaberry
- Skelberry
- Sullom
- Urafirth
- Voe
- Zoar